# Hartshorne
Hartshorne és una ciutat dels Estats Units a l'estat d'Oklahoma. Segons el cens del 2000 tenia 2.102 habitants.

## Demografia
Segons el cens del 2000, Hartshorne tenia 2.102 habitants, 881 habitatges, i 580 famílies. La densitat de població era de 233,2 habitants per km².
Dels 881 habitatges en un 28,5% hi vivien nens de menys de 18 anys, en un 46,4% hi vivien parelles casades, en un 14,8% dones solteres, i en un 34,1% no eren unitats familiars. En el 31% dels habitatges hi vivien persones soles el 15,6% de les quals corresponia a persones de 65 anys o més que vivien soles. El nombre mitjà de persones vivint en cada habitatge era de 2,33 i el nombre mitjà de persones que vivien en cada família era de 2,89.
Per edats la població es repartia de la següent manera: un 25,3% tenia menys de 18 anys, un 8% entre 18 i 24, un 23,7% entre 25 i 44, un 23,6% de 45 a 60 i un 19,5% 65 anys o més.
L'edat mediana era de 39 anys. Per cada 100 dones de 18 o més anys hi havia 83,7 homes.
La renda mediana per habitatge era de 21.078 $ i la renda mediana per família de 26.650 $. Els homes tenien una renda mediana de 25.705 $ mentre que les dones 18.603 $. La renda per capita de la població era de 13.179 $. Entorn del 18,6% de les famílies i el 26,3% de la població estaven per davall del llindar de pobresa.